# Markus Kiesenebner
Markus Kiesenebner (ur. 21 kwietnia 1979 w Linzu) – austriacki piłkarz występujący na pozycji pomocnika.

## Kariera klubowa
Kiesenebner zawodową karierę rozpoczynał w 1999 roku w klubie LASK Linz z Bundesligi. Zadebiutował w niej w sezonie 1999/2000. 31 marca 2001 w wygranym 4:1 pojedynku z Austrią Wiedeń strzelił swojego pierwszego gola w Bundeslidze. W 2001 roku, po spadku LASK-u do Erste Ligi, odszedł z klubu.
Został graczem pierwszoligowej Austrii Wiedeń. Pierwszy ligowy mecz zaliczył tam 18 sierpnia 2001 przeciwko FC Kärnten (0:0). W Austrii spędził rok. W 2002 roku przeszedł do ekipy SV Pasching, także grającej w Bundeslidze. Zadebiutował tam 1 marca 2003 w wygranym 1:0 spotkaniu z FC Kärnten. W 2004 roku zajął z klubem 3. miejsce w lidze.
W 2004 roku Kiesenebner wrócił do Austrii Wiedeń. Tym razem występował tam przez 3 lata. W tym czasie zdobył z zespołem mistrzostwo Austrii (2006) i trzy razy Puchar Austrii (2005, 2006, 2007). W połowie 2007 roku podpisał kontrakt z norweskim Lillestrøm SK. W Tippeligaen zadebiutował 28 lipca 2007 w zremisowanym 1:1 pojedynku z Odd Grenland. Było to jednocześnie jedyne spotkanie rozegrane przez niego w barwach Lillestrøm.
W 2008 roku wrócił do Austrii, gdzie został graczem klubu SCR Altach. Przez rok nie zagrał tam jednak w żadnym spotkaniu i latem 2009 roku odszedł do ekipy FC Pasching z austriackiej Regionalligi Mitte. W 2011 roku zakończył tam karierę.

## Kariera reprezentacyjna
W reprezentacji Austrii Kiesenebner zadebiutował 28 kwietnia 2004 w wygranym 4:1 towarzyskim meczu z Luksemburgiem, w którym strzelił także gola. W latach 2004–2007 w drużynie narodowej rozegrał w sumie 12 spotkań i zdobył 1 bramkę.